# Parafia Chrystusa Dobrego Pasterza w Gdyni
Parafia Chrystusa Dobrego Pasterza w Gdyni – rzymskokatolicka parafia w dekanacie Gdynia-Chylonia archidiecezji gdańskiej. Erygowana 3 grudnia 1989. W lipcu 1992 rozpoczęto budowę kościoła. Pierwszym proboszczem był ks. Jan Baumgart, który zmarł 30 września 2014 roku. Od 27 października 2014 roku proboszczem jest ks. Jarosław Urbański.